# 三觜進
三觜 進（みつはし すすむ、1893年〈明治26年〉2月20日 - 没年不明）は、日本の地主、実業家。三信物産社長。池上通信機相談役。満州銅鉛鉱業取締役。藤沢市参事会員。三觜家15代当主。

## 人物
神奈川県高座郡明治村（現藤沢市）出身。三觜舜太郎の長男。1914年に日本の学生テニス選手として初めて東洋選手権大会へ海外遠征し、出場をした。住所は神奈川県藤沢市羽鳥、同市辻堂。

## 家族・親族
三觜家
- 祖父・八良右衛門[3][5]、あるいは八郎右衛門[7]

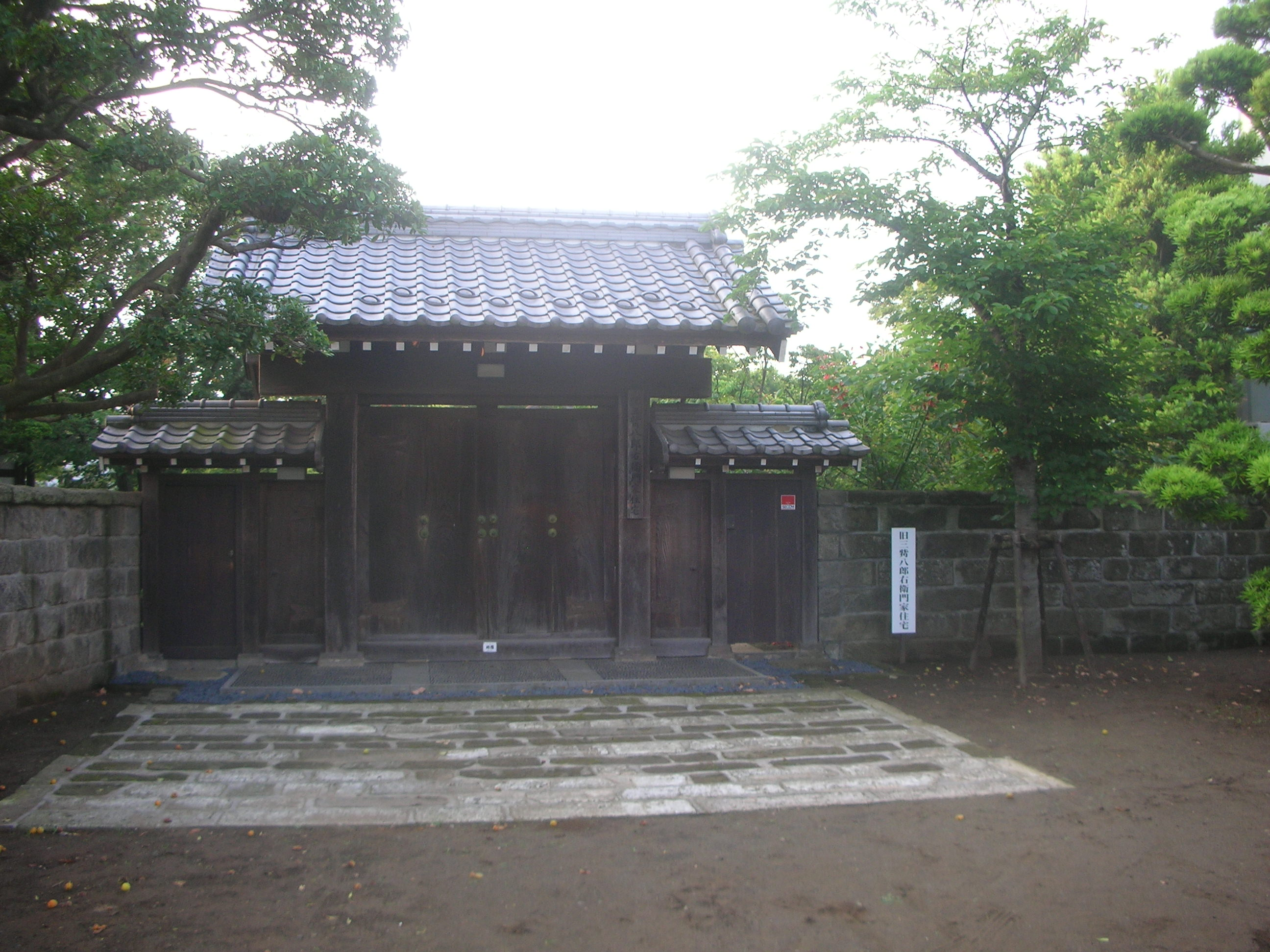
旧三觜八郎右衛門家住宅門

- 父・舜太郎（1867年 - ?、神奈川平民[7]、地主、成歓鉱業副社長）[5]
- 妻・千代（1900年 - ?、神奈川、大河原與三郎の長女）[3][5][7]
- 長男、二男、三男、四男、五男、六男、長女[5]